# 氣肩盜龍屬
氣肩盜龍屬是獸腳亞目近鳥類恐龍的一屬，生存於白堊紀晚期的匈牙利。
正模標本（編號V.2008.38.1.）是一個完整的左肩胛鳥喙骨，發現於匈牙利西部的包科尼山脈，屬於Csehbánya組地層，地質年代約8500萬年前，相當於白堊紀晚期的桑托階。這個標本目前由布達佩斯的匈牙利自然歷史博物館保存、管理。
模式種是福氏氣肩盜龍（P. fodori），是在2010年被敘述、命名。屬名意指肩胛鳥喙骨的內部帶有許多中空氣腔；種名則是以發現挖掘地點的Géza Fodor為名。

## 敘述
不同於其他獸腳亞目恐龍，氣肩盜龍的肩帶狹窄、該部位骨頭的橫剖面接近圓形、內部有大量空間以容納氣囊。這個肩胛鳥喙骨相當小，顯示氣肩盜龍是種小型恐龍，完整身長估計約73公分，大約是其近親蜥鳥盜龍的一半。
氣肩盜龍的肩帶呈L形，顯示牠們屬於近鳥類演化支，這個演化支包含：馳龍科、傷齒龍科、鳥翼類。由於氣肩盜龍的化石過少，目前無法確定牠們屬於哪個演化支，但根據骨頭特徵，較偏向屬於馳龍科。
在Csehbánya組地層發現的其他近鳥類化石，包含：牙齒、指爪、尾椎、以及部分脛骨，可能也屬於氣肩盜龍。